# Elektrownia pływowa

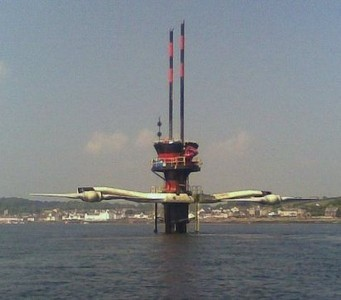
Generator pływowy z wirnikiem wysuniętym nad powierzchnię wody

Elektrownia pływowa – rodzaj elektrowni wodnej wykorzystującej regularnie powtarzające się podnoszenie i opadanie poziomu wody w oceanie.
Prąd w tego typu elektrowniach wytwarza się dzięki przypływom i odpływom wód mórz i oceanów, które powstają dzięki zjawisku pływowemu, którego przyczyną są siły grawitacyjne Księżyca i Słońca. Pływy powodowane są również przez siłę odśrodkową wywołaną obrotem Ziemi wokół środka ciężkości.
Aby pozyskać prąd z takich pływów w poprzek zbiornika, na którym występują (zatoka, fiord) ustawia się zaporę wyposażoną w turbiny, przez które przepływa woda. Elektrownia taka najczęściej pracuje tylko przez kilka godzin dwukrotnie w ciągu doby – raz w czasie przypływu, gdy woda napływa do zbiornika, drugi raz, gdy z niego wypływa.
Pierwsza elektrownia tego typu uruchomiona została w roku 1966 we francuskiej miejscowości Saint-Malo, nad kanałem La Manche.